# 野佬
野佬是香港一支樂隊，成員包括小胡、Chris、Wilson、Ming So和Hong五人。
野佬的前身是野仔樂隊。由於原主音少爺占和DJ Pong於2012年離隊，樂隊決定更名為野佬，以都市男人的視點重新定位形象以至音樂風格。

## 野佬成員
胡庭恩（Siuwu，又名小胡）──主音及結他手
- 同為樂隊野仔結他手、WFC主音；前為醒神薑主音及結他手

何兆基（Chris Ho，又名Gay Gay）──低音結他手
- 同為電子樂隊壞碑唇創作主腦、野仔鍵琴手及低音結他手、樂隊YEAHS成員、組合The Fiveday成員、香港音樂製作公司3721 Production主理人及加拿大製作公司3721 The Homework、The Big Van主理人

鄭子仲──結他手
- 同為野仔結他手；前為醒神薑結他手

蘇耀銘（Ming So）──鼓手
- 同為野仔鼓手；前為Hardpack及 king lychee鼓手

陳永康（Ahong Chan）──結他手
- 同為After10主音及結他手 、多媒體創作組織CoverDog創辦人；前為RedNoon結他手

## 歷史
- 2012年初，野仔成員DJ Pong暫時離隊，少爺占亦因I Love U Boyz復出而離隊，野仔把隊名改為Yellow!（野佬）。
- 2013年1月1日，Yellow!於2012年度叱咤樂壇流行榜頒獎典禮以新人身份獲叱咤樂壇新力軍組合銀獎。
- 2014年，野佬簽約唱片公司Sunny Idea為旗下藝人至2018年完約。
- 2015年年中，陳永康開始為野佬擔任客席結他手。
- 2017年2月28日，陳永康正式加入成為野佬成員。
- 2018年，野佬與唱片公司Sunny Idea完約，成為成員何兆基創作之公司3721 Production旗下藝人。
- 2018年8月18日，野佬主音小胡結婚。
- 2020年2月，野佬成員何兆基回流溫哥華。
- 2021年10月8日，野佬成員Wilson於《Yellow! 野佬散聚既嘢音樂會2021》上唱《嫌小姐》向香港電台DJ崔潔彤求婚成功，並於同年12月21日簽紙結婚。
- 2021年11月25日，野佬將其歌迷命名為「野菜」。
- 2022年9月10日，野佬於公開活動中宣佈將於2022年11月26日舉行之演唱會後正式暫休。
- 2022年11月，離港2年10個月的野佬成員何兆基回港參與活動。
- 2022年11月21日，野佬於其專頁宣佈演唱會因技術原因取消。
- 2023年1月15日，野佬歌曲《抗氧化組合》成為《CHILL CLUB推介榜》2023年第3周冠軍歌。
- 2023年1月18日，野佬於音樂會宣佈成員陳永康將暫時離港發展。
- 2023年9月15日，野佬成員陳永康離港到溫哥華發展。

## 音樂作品

#### 專輯
| 專輯 # | 專輯名稱              | 專輯類型 | 發行商           | 發行日期       | 曲目 |
| ------ | --------------------- | -------- | ---------------- | -------------- | --- |
| 1      | Our Memories Are ...  | EP       | bma              | 2012年11月30日 | 曲目 CD 1. 差利先生 2. 回憶總是黃色的 3. 初戀無知 4. 理想再見 5. 麻不甩 6. 上面話ok 7. 星火 |
| 2      | Our Fantasies Are ... | 大碟     | Sunny Idea       | 2015年7月15日  | 曲目 CD 1. 著襪浸溫泉 2. 圍圈 3. 夫目前飯 4. 時間靜止器 5. 鬼叫我窮牙 6. 青山散步 7. 小峽谷之1234 8. 你的背包 9. 分手總約在雨天 10. 失樂園 11. 時間靜止器 YELLOW! X SAMMY SO@KOLOR (BONUS TRACK) |
| 3      | Our Homies Are…       | 大碟     | 3721 Productions | 2021年10月8日  | 曲目 CD 1. 老佛爺 2. 嫌小姐 3. 男兒當入_ 4. 新類型人的愛 5. 一個都不能少 6. 相聚一刻 7. 附近的人 8. 喜歡上一個人 9. 剩低的離開的願可再約定一天再見                                               |

### 派台歌曲成績（Yellow!野佬）
| 派台歌曲成績（四台） | 派台歌曲成績（四台）                                  | 派台歌曲成績（四台） | 派台歌曲成績（四台） | 派台歌曲成績（四台） | 派台歌曲成績（四台） | 派台歌曲成績（四台）                                                                    | 派台歌曲成績（四台）                                                                    |      |
| -------------------- | ----------------------------------------------------- | -------------------- | -------------------- | -------------------- | -------------------- | --------------------------------------------------------------------------------------- | --------------------------------------------------------------------------------------- | ---- |
| 唱片                 | 歌曲                                                  | 903                  | RTHK                 | 997                  | TVB                  | 備註                                                                                    | 備註                                                                                    |      |
| 2012年               |                                                       |                      |                      |                      |                      |                                                                                         |                                                                                         |      |
| Our Memories Are...  | 差利先生 （页面存档备份，存于）                       | 2                    | 15                   | -                    | 1                    |                                                                                         |                                                                                         |      |
| Our Memories Are...  | 回憶總是黃色的 （页面存档备份，存于）                 | 20                   | -                    | -                    | -                    |                                                                                         |                                                                                         |      |
| Our Memories Are...  | 初戀無知 （页面存档备份，存于）                       | -                    | -                    | -                    | -                    | 舞台劇《愛可以多狗》開場曲                                                              | 舞台劇《愛可以多狗》開場曲                                                              |      |
| 2013年               |                                                       |                      |                      |                      |                      |                                                                                         |                                                                                         |      |
| Our Memories Are...  | 理想再見 （页面存档备份，存于）                       | 9                    | -                    | -                    | 9                    |                                                                                         |                                                                                         |      |
| Our Memories Are...  | 麻不甩 （页面存档备份，存于）                         | 6                    | 10                   | 2                    | 8                    |                                                                                         |                                                                                         |      |
| Our Memories Are...  | 上面話OK （页面存档备份，存于）                       | 1                    | 16                   | -                    | 6                    |                                                                                         |                                                                                         |      |
| Our Memories Are...  | 星火 （页面存档备份，存于）                           | -                    | -                    | -                    | -                    |                                                                                         |                                                                                         |      |
| 2014年               |                                                       |                      |                      |                      |                      |                                                                                         |                                                                                         |      |
| Our Fantasies Are... | 著襪浸溫泉 （页面存档备份，存于）                     | 3                    | 6                    | 4                    | 6                    |                                                                                         |                                                                                         |      |
| Our Fantasies Are... | 圍圈 （页面存档备份，存于）                           | 4                    | 11                   | -                    | 8                    |                                                                                         |                                                                                         |      |
|                      | 撐起雨傘                                              | 5                    | -                    | -                    | -                    | 群星合唱                                                                                | 群星合唱                                                                                |      |
| Our Fantasies Are... | 夫目前飯 （页面存档备份，存于）                       | 9                    | -                    | -                    | -                    |                                                                                         |                                                                                         |      |
| 2015年               |                                                       |                      |                      |                      |                      |                                                                                         |                                                                                         |      |
| Our Fantasies Are... | 時間靜止器 （页面存档备份，存于）                     | 3                    | 3                    | -                    | 4                    | 微電影Chasing《追球》主題曲，另派Indian Curry Mix Live Jam Session（與Sammy@Kolor合唱） | 微電影Chasing《追球》主題曲，另派Indian Curry Mix Live Jam Session（與Sammy@Kolor合唱） |      |
| Our Fantasies Are... | 鬼叫我窮牙 （页面存档备份，存于）                     | 8                    | 12                   | 3                    | -                    |                                                                                         |                                                                                         |      |
| 2016年               |                                                       |                      |                      |                      |                      |                                                                                         |                                                                                         |      |
|                      | 跟車太貼 （页面存档备份，存于）                       | 5                    | 3                    | 4                    | 7                    |                                                                                         |                                                                                         |      |
| 2017年               |                                                       |                      |                      |                      |                      |                                                                                         |                                                                                         |      |
|                      | 唔紅有原因 （页面存档备份，存于）                     | 8                    | -                    | 5                    | -                    |                                                                                         |                                                                                         |      |
|                      | 一生青春 （页面存档备份，存于）                       | 2                    | -                    | -                    | -                    | 與RubberBand合唱                                                                        | 與RubberBand合唱                                                                        |      |
|                      | 朝如青絲 （页面存档备份，存于）                       | -                    | -                    | -                    | -                    | 香港電台電視劇＜忘憂理髮店＞主題曲                                                      | 香港電台電視劇＜忘憂理髮店＞主題曲                                                      |      |
| Our Homies Are…      | 老佛爺 （页面存档备份，存于）                         | 8                    | -                    | -                    | -                    | 加拿大至 HIT 中文歌曲排行榜：9                                                          | 加拿大至 HIT 中文歌曲排行榜：9                                                          |      |
| Our Homies Are…      | 嫌小姐 （页面存档备份，存于）                         | 6                    | -                    | -                    | -                    | 跨年上榜 加拿大至 HIT 中文歌曲排行榜：13 原型為成員Wilson妻子、港台DJ崔潔彤             | 跨年上榜 加拿大至 HIT 中文歌曲排行榜：13 原型為成員Wilson妻子、港台DJ崔潔彤             |      |
|                      | 大約在冬至 （页面存档备份，存于）                     | -                    | -                    | -                    | -                    |                                                                                         |                                                                                         |      |
| 2018年               |                                                       |                      |                      |                      |                      |                                                                                         |                                                                                         |      |
|                      | 火熱泡菜 la la la （页面存档备份，存于）              | -                    | -                    | -                    | -                    |                                                                                         |                                                                                         |      |
|                      | 搖滾抗體 （页面存档备份，存于）                       | -                    | -                    | -                    | -                    | 與Kolor、ToNick合唱                                                                     | 與Kolor、ToNick合唱                                                                     |      |
| Our Homies Are…      | 男兒當入_ （页面存档备份，存于）                      | -                    | -                    | 10                   | -                    |                                                                                         |                                                                                         |      |
| 2019年               |                                                       |                      |                      |                      |                      |                                                                                         |                                                                                         |      |
| Our Homies Are…      | 新類型人的愛 （页面存档备份，存于）                   | -                    | -                    | -                    | -                    | 加拿大至 HIT 中文歌曲排行榜：13                                                         | 加拿大至 HIT 中文歌曲排行榜：13                                                         |      |
| Our Homies Are…      | 一個都不能少                                          | -                    | -                    | -                    | -                    |                                                                                         |                                                                                         |      |
| Our Homies Are…      | 相聚一刻 （页面存档备份，存于）                       | 10                   | 2                    | 5                    | -                    | 加拿大至 HIT 中文歌曲排行榜：6                                                          | 加拿大至 HIT 中文歌曲排行榜：6                                                          |      |
| 派台歌曲成績（五台） |                                                       |                      |                      |                      |                      |                                                                                         |                                                                                         |      |
| 唱片                 | 歌曲                                                  | 903                  | RTHK                 | 997                  | TVB                  | ViuTV                                                                                   | 備註                                                                                    | 備註 |
| 2020年               |                                                       |                      |                      |                      |                      |                                                                                         |                                                                                         |      |
| Our Homies Are…      | 附近的人 （页面存档备份，存于）                       | 1                    | 2                    | 4                    | ×                    | -                                                                                       | 加拿大至 HIT 中文歌曲排行榜：1                                                          |      |
| 2021年               |                                                       |                      |                      |                      |                      |                                                                                         |                                                                                         |      |
| Our Homies Are…      | 喜歡上一個人 （页面存档备份，存于）                   | 2                    | 3                    | 1                    | ×                    | 4                                                                                       | 加拿大至 HIT 中文歌曲排行榜：3                                                          |      |
| Our Homies Are…      | 剩低的離開的願可再約定一天再見 （页面存档备份，存于） | 13                   | ×                    | -                    | ×                    | 5                                                                                       |                                                                                         |      |
| 2022年               |                                                       |                      |                      |                      |                      |                                                                                         |                                                                                         |      |
|                      | 有誰露營                                              | 14                   | ×                    | 5                    | ×                    | -                                                                                       | Feat. 麗英                                                                              |      |
|                      | 抗氧化組合 （页面存档备份，存于）                     | 12                   | -                    | -                    | -                    | 1                                                                                       | 跨年上榜（ViuTV）                                                                       |      |
|                      | 第一人稱單數 （页面存档备份，存于）                   | -                    | -                    | -                    | -                    | -                                                                                       | 《埋班作樂II》作品 小胡獨唱                                                             |      |
| 2023年               |                                                       |                      |                      |                      |                      |                                                                                         |                                                                                         |      |
|                      | 燈火闌珊處 （页面存档备份，存于）                     | -                    | -                    | -                    | -                    | -                                                                                       | 電影《燈火闌珊》主題曲 小胡獨唱                                                         |      |
| 2024年               |                                                       |                      |                      |                      |                      |                                                                                         |                                                                                         |      |
|                      | 唞 （页面存档备份，存于）                             | 8                    | -                    | 2                    | -                    | 1                                                                                       | 陳柏宇Feat. 野佬 《CHILL CLUB 推介榜》第30周冠軍歌 新城勁爆流行榜-本地榜第22周第二位    |      |
| 2025年               |                                                       |                      |                      |                      |                      |                                                                                         |                                                                                         |      |
|                      | 廿八雙餸                                              | -                    | -                    | -                    | -                    | -                                                                                       | 於《Yellow! 野佬 - 終於有新歌音樂會》中首次獻唱                                         |      |

| 各台冠軍歌總數 | 各台冠軍歌總數 | 各台冠軍歌總數 | 各台冠軍歌總數 | 各台冠軍歌總數 | 各台冠軍歌總數    | 各台冠軍歌總數    | 各台冠軍歌總數 |
| -------------- | -------------- | -------------- | -------------- | -------------- | ----------------- | ----------------- | -------------- |
| 四台a          | 903            | RTHK           | 997            | TVB            | 備註              | 備註              |                |
| 四台a          | 2              | 0              | 1              | 1              | 四台冠軍歌總數：0 | 四台冠軍歌總數：0 |                |
| 五台b          | 903            | RTHK           | 997            | TVB            | ViuTV             | 備註              |                |
| 五台b          | 2              | 0              | 1              | 0              | 2                 | 五台冠軍歌總數：0 |                |

- （*）上榜中
- （-）未能上榜
- （×）沒有派往該台，當中由於TVB與包括其所屬博美娛樂的五大唱片公司的版稅紛爭而沒有派上TVB
- （(1)）兩週冠軍
- ^  注解a：包括2021年後的冠軍歌曲
- ^  注解b：2021年起

## 獎項
- 2012年度叱咤樂壇流行榜頒獎典禮 - 叱咤樂壇生力軍組合 銀獎（野佬）
- 2013年度新城勁爆頒獎禮 - 新城勁爆樂隊（野佬）
- 2015年度新城勁爆頒獎禮 - 新城勁爆樂隊（野佬）

## 演出作品

### 音樂會／演唱會／表演活動
- 拉闊理想音樂會（與Kolor、RubberBand、Mr.、Supper Moment和Dear Jane等合作）──2012年4月1日，於九龍灣國際展貿中心舉行
- Yellow! 搵巴打！輕鬆下！音樂會──2013年8月30日晚上10時，於中環藝穗會Fringe Dairy舉行
- Yellow! Hot Spring Party 6月浸溫泉派對──2014年6月22日於ZukSession舉行
- Yellow 野佬 唱d嘢 快快閃 小小Show──2015年2月15日於時代廣場地下舉行
- Our Fantasies Are...LIVE 2015──2015年7月10日於九龍灣國際展貿中心舉行
- JOOX mini live: Yellow Rubber Jam（與RubberBand合作）──2016年9月17日於九龍灣國際展貿中心舉行
- 燃燒吧我們的小宇宙2017（與勞嘉怡、ToNick、Nowhere Boys、李拾壹、新青年理髮廳和艾粒合作）──2017年3月12日於麥花臣場館舉行
- RubberBand x Yellow! 乾杯音樂會（與RubberBand合作）──2017年6月9日於九龍灣國際展貿中心舉行
- 燃燒吧我們的小宇宙2017 Part 2（與Kolor、ToNick、Nowhere Boys、李拾壹、雞蛋蒸肉餅、Chochukmo和黎曉陽合作）──2017年6月17日於九龍灣國際展貿中心舉行
- wow and flutter WEEKEND──2017年8月11至13日於西九文化區舉行（野佬只參與8月12日演出）
- 大約在冬至演唱會2017──2017年12月22日於九龍灣國際展貿中心舉行（當晚為冬至，晚上9:00才開始）
- 海洋公園歌酒節「本地狂熱音樂會」──2018年3月24日於海洋公園舉行
- Yellow! Red Hot Hit Conert──2018年3月30日於九龍灣國際展貿中心舉行
- Times Square Music Room 2018"廣東歌音樂會──2018年4月15日於時代廣場露天廣場舉行
- 起哄音樂節Shout it Out音樂會（與Kolor和ToNick合作）──2018年5月24日於九龍灣國際展貿中心舉行
- 眾樂迷《對你愛Busking》──2018年12月1日於尖沙咀碼頭舉行
- Two Good to Be True音樂會（與Aka@Super girl合作）──2019年5月18日於1563 at the East舉行
- Yellow! 野佬散聚既嘢音樂會2021──2021年10月8日於麥花臣場館舉行
- Meanwhile2021──2021年12月3至4日於中環海濱活動空間舉行（野佬只參與12月4日演出）
- 《和你生活Live》音樂會（與Kolor、The Hertz、Nowhere Boys和Jason Kui合作）──2022年8月26日於麥花臣場館舉行。
- Meletent夏日音樂祭──2022年9月24日於觀塘海濱公園舉行。
- UN1TEDfest 2022──2022年10月29至30日於亞洲國際博覽館舉行。（野佬只參與10月29日演出）
- Harbour The Sonic - YELLOW! 10th ANNIVERSARY our finale is … ── 2022年11月26日於西九文化區竹翠公園舉行（已取消）
- WHO?Fest──2022年12月14至16日於九龍灣國際展貿中心舉行（野佬只參與12月14日演出）
- Bacardi呈獻 Yellow! 野佬拾回音樂會── 2023年1月18日於麥花臣場館舉行
- Lava Music Festival── 2023年2月12日於九龍灣國際展貿中心舉行
- Chill Club 推介榜年度推介22/23──2023年5月7日於亞洲國際博覽館舉行
- 繼續擁抱永康音樂會（與CoverDog和After10合作，少爺占擔任嘉賓）──2023年6月25日於Soho House舉行
- KOLOR FEST 2024──2024年2月24-25日於The Pulse舉行（野佬只參與2月24日演出）
- AXA PRESENTS: THE WILD ONES MUSIC FESTIVAL──2024年3月2-3日於竹翠公園舉行（野佬只參與3月2日演出）
- 《TheNextwave XX24》沙灘音樂節──2024年6月29-30日於愉景灣大白灣沙灘舉行（野佬與陳柏宇合作，只參與6月30日演出）
- WESTK POPFEST──2024年11月1-3日於西九文化區舉行（野佬只參與11月2日演出）
- Chill Club 推介榜年度推介24/25──2025年4月18日於啟德體育園啟德體藝館舉行
- 《Yellow! 野佬 - 終於有新歌音樂會》──2025年7月21日於⻄九文化區留白Livehouse舉行

### 舞台劇／Talk Show
- 愛可以多狗（主演小胡@@野佬、朱薰、細蘇、詹志文、焦媛、吳卓昕、陳僖儀、陳康、火火及王志安），並由野佬主唱開場曲-初戀無知）──2012年8月9至12日於香港理工大學(賽馬會綜藝館)舉行
- 《艾粒一百周年呈献—TENMEME》（野佬擔任嘉賓）──2012年8月23至25日於香港演藝學院舉行
- 黐膠花園正能樣（主演小胡@野佬、朱薰、黎萬宏@Rubberband、細蘇、詹志文、火火及王志安）──2013年10月18至19日於九龍灣國際展貿中心舉行
- 矮人會暨核突佬會呈獻：一過嚟兩個走，單身俱樂部（Chris@野佬及唐劍康@艾粒合作）──2016年12月18日於1563 at the east舉行
- 唔係野少吹水會（Chris@野佬主持、野佬、少爺占、Sing@Kolor及Ryan@ToNick擔任嘉賓）──2022年11月25日於MAJOR POP舉行

### 電影
- 不能愛（主演小胡@野佬、李思汝、鄭肇熙及葉麗嘉）── 2012年11月29日上映
- 燈火闌珊（片尾曲〈燈火闌珊處〉主唱小胡@野佬）── 2023年3月2日上映
- 4拍4家族（演出Ming@野佬）── 2023年10月19日上映

### 電視節目／劇集
- 手作Low Gear（野佬擔任主持）──2017年4月9日至6月25日逢星期日晚上10時至11時於ViuTV播出，共12集
- 忘憂理髮店（野佬作客串演出及主題曲）──2017年4月30日至7月23日逢星期日播出（香港電台電視部製作的單元劇）
- 未來還未來（第3集客串演出Wilson@野佬）──2017年9月25日至10月6日逢星期一至五晚上9時30分至10時於ViuTV播出
- 我們的音樂時代丨香港樂隊 Yellow!野佬丨野仔丨風格──2020年9月6日於TVB播出
- CHILL CLUB（第79集，野佬與Kolor擔任嘉賓）──2021年5月9日於ViuTV播出
- CHILL CLUB（第100集，野佬擔任嘉賓）──2021年5月9日於ViuTV播出
- MM730 - 粉絲福利署（第20集，野佬擔任嘉賓）──2022年8月15日於ViuTV播出
- CHILL CLUB（第162及163集，小胡@野佬擔任客席主持）──2023年1月15及22日於ViuTV播出
- MM730 - 困獸鬥（第43及44集，野佬擔任嘉賓）──2023年2月20及27日於ViuTV播出
- 不再盤旋只因你（主演Ming@野佬）──2023年3月18日至4月8日逢星期六晚上7時25分於港台電視31播出
- CHILL CLUB（第174集，野佬擔任嘉賓）──2023年4月2日於ViuTV播出
- Food Buddies（片尾曲Happy Together主唱小胡@野佬）──2023年9月18日至10月6日，逢星期一至五晚上9時30分至10時30分於ViuTV播出，共15集
- 擊戰 2（評判Ming@野佬）──2023年10月9日至10月27日，逢星期一至五晚上9時30分至10時30分於ViuTV播出，共15集
- Avatar: The Last Airbender（第一集客串演出Chris@野佬）──2024年2月22日於Netflix上線
- 晚吹– 音樂系（第25集，野佬與陳柏宇擔任嘉賓）──2024年7月4日於ViuTV播出
- CHILL CLUB（第232集，野佬與陳柏宇擔任嘉賓）──2024年7月7日於ViuTV播出
- ROVER 團魂修煉（第8集，野佬擔任嘉賓）──2024年7月10日於ViuTV播出
- 晚吹 - Chat KP（第17、18及19集，Ming@野佬擔任嘉賓）──2025年2月於ViuTV播出

### Youtube／Facebook節目
- Yellow! 野佬 - 有黃戲 （页面存档备份，存于）──2014年4月1日至10月24日於Yellow! 野佬 Official Youtube Channel播出，共5集
- 無啦啦有班人煮飯仔 ──2014年4月1日至10月24日於Sunny Idea Youtube Channel播出（Chris、Wilson、Ming@野佬擔任嘉賓）
- Yellow 野佬做得到 （页面存档备份，存于）── 2015年6月8日至9月2日Yellow! 野佬 Official Youtube Channel播出，共12集
- Hey Everyone! We are Yellow!── 2015年7月5日於Sunny Idea Youtube Channel播出
- 野佬飯聚 （页面存档备份，存于）── 2017年7月10日至12月3日於Facebook進行直播，共16集
- Moov Yellow!直播── 2018年3月25日於Moov Facebook進行直播
- 十八般武藝── 2019年10月4、11日於藍寶石大台Sapphire Youtube Channel播出（Hong@野佬擔任嘉賓）
- 橘貓媒體 ~ INDIE TALK ~ 今期專訪嘉賓 小胡@野佬樂隊── 2020年10月20日於OrangeCat Media 橘貓媒體 Youtube Channel播出（小胡@野佬擔任嘉賓）
- 十八般武藝── 2020年10月16、23日於藍寶石大台Sapphire Youtube Channel播出（小胡@野佬!擔任嘉賓）
- 搲撈Kitty （页面存档备份，存于）── 2021年3月10日於Youtube播出，共1集
- Yellow! 野佬 Live── 2021年9月9日於Guk Live Youtube Channel進行直播
- 【成長】有啲嘢大個就返唔到轉頭｜Pomato 小薯茄 X Yellow!野佬 ── 2021年10月27日於小薯茄 Youtube Channel播出（野佬擔任嘉賓）
- 〖野佬撒冷嘻唷〗野佬鐵漢柔情 （页面存档备份，存于）── 2021年10月30日於非實力派Youtube Channel播出（野佬擔任嘉賓）
- 【GIG STAGE SEASON 2】EP#38 〔MING SO〕Yellow! 野佬 － 星火 & King Ly Chee － Refuse (4K Drumming) ── 2022年3月9日於GIG Youtube Channel播出（Ming@野佬擔任嘉賓）
- 《傾樂先發覺》── 2021年10月12日於MPWeekly明周 Youtube Channel播出（野佬擔任嘉賓）
- ohm Music Live ── 2021年10月30日於Ohm Industries Youtube Channel播出（野佬擔任嘉賓）
- TONE Music 通訊 | 樂隊回顧展！ ── 2022年5月25日於TONE Music Youtube Channel進行直播（野佬擔任嘉賓）
- 【野佬麗英去露營 の 今晚吹水唔怕夜】── 2022年8月10日於GO OUT Hong Kong Youtube Channel播出（野佬及麗英擔任嘉賓）
- 野佬食餐好 唔食都笑到飽 ── 2022年11月19日於The Big Van Youtube Channel播出
- 吹水嘅野 - 十年如一日── 2022年12月4及11 （页面存档备份，存于）日，逢星期日晚上於Youtube進行直播，共2集
- 接機有野佬 梗係要食餐好── 2023年1月21日於The Big Van Youtube Channel播出
- TICKET MUSIC 飛聽不可── 2023年1月11日於Ticket 張飛 Youtube Channel播出
- 【Ear Up Gig On！搶耳遊樂團】── 2023年7月30日於Ear Up Music Youtube Channel播出（野佬擔任嘉賓）
- CoverVlog 03 - Yellow!! ── 2023年12月23日於Cover Dog Youtube Channel播出
- 陳伯吹水台── 2024年6月5及19 （页面存档备份，存于）日於陳柏宇Youtube Channel播出，野佬擔任嘉賓

### IG短影片
- Leo Hater Club── 2025年5月，Wilson、Ming@野佬擔任嘉賓。(的士日常 1、的士日常 2、的士日常 3、的士日常 4)

## 廣告／代言
- Sony相機 NEX-5R（小胡@野佬──2012年）
- 柏斯琴行（野佬──2014至2015年）
- 蘇寧電器（Chris@野佬──2016年）
- MediLASE激光永久脫毛（Chris@野佬──2016年）
- Andrex 皇冠 （页面存档备份，存于） （Wilson@野佬──2023年）

## 媒體訪問／報導

### 2013
- 由野仔變野佬 -【KKBOX專訪】（KKBOX）
- 「麻不甩」的Yellow!（KKBOX）
- 粉紅貓突闖「野佬」Band房！..《麻不甩》後新歌創作中（pinkwork）

### 2015
- 兼職樂隊Yellow!（珠海新聞）
- 【商台探子密報】Yellow! 的神奇口技表演（商台探子）
- Tic Tac夾Gig 星級分享 - Yellow!野佬（Tic Tac HK）
- [ManulifeMOVE] 日日MOVE系列 - 野佬Yellow! 教你打掃（Manulife）
- HKonlineTV 新碟推介: Yellow 野佬 - 「Our Fantasies Are」（Sunny Idea）

### 2016
- Yellow 黃色野佬（Menclub）
- 【Yellow 野佬@beHero 2016】（beHERO）

### 2017
- 【專訪】樂隊野佬打工做音樂夠隨心：搞騷蝕錢當去個旅行！（香港01）
- 【專訪】RubberBand野佬開騷為Keep住團火：年紀大就轉用文火燉湯（香港01）
- 【專訪】RubberBand野佬走獨立為自由：咁多年都冇諗住打入主流（香港01）
- 【Hidden Agenda】Mr.靠分租夾Band房　野佬越租越細：坐都冇得坐（香港01）
- 《娛樂onShow》Rubberband野佬 飲啦！（東網）
- 野佬唔紅有原因 因為根本唔care！（叱咤樂壇）
- YELLOW！野佬 - 老佛爺：歌頌擦鞋仔（香港01）
- 原來擦鞋係好事？ 野佬：工作上既潤滑劑呀！（叱咤樂壇）
- 【樂評】加產Yellow!：上位要靠冧掂《老佛爺》（香港01）
- 日頭晚做！野佬只為做好自己音樂（東網）
- 身邊女人嫌三嫌四！野佬「唱」好唔唱衰（東網）
- 野佬教大家說話的藝術（雷霆881《1圈圈》）
- 撐到14年　野佬夾band當秘撈（壹週刊）
- 野佬冬至開Show 成班港男縱出麻煩港女？（叱咤樂壇）
- 野佬開騷參考齊秦（長青網）
- 野佬呢期最鍾意唱《嫌小姐》挖苦隊友！（雷霆881《1圈圈》）
- 野佬《大約在冬至》開騷 帶歌迷回到90年代（MeeeepMore）
- 野佬矇查查冬至開騷（東網）
- 野佬冬至開騷派香蕉作飯後果（Yahoo!新聞）
- 野佬演唱會又唱又跳 盧巧音出場觀眾反應熱烈（文匯報）

### 2018
- 5隊香港Band合體澳門《搖滾起義》　最期待佢哋點樣Crossover？（香港01）
- 野佬開騷蝕錢收場 （東網）
- 野佬預告野仔合體（東網）
- 慶祝成立七周年 野佬計畫年尾搞演唱會（巴士的報）
- 笑少爺占身痕！野佬預告變番野仔開騷（東網）
- 野佬九展開騷 大玩90年代經典歌（星島日報）
- 2017 Wheel for oneness X Patagonia Window Music Show - 野佬篇（導演陳強）
- 8月有兩個大騷！野佬預告挑戰女仔歌（東網）
- 野仔「復合」再開騷　小胡月中辦婚禮（巴士的報）
- 小胡做老襯　感激父母婚禮唱歌助陣（東網）
- 小胡娶老婆開心做老襯 感激父母唱歌贈興（成報）
- 小胡@野佬小登科獲父母高歌（Yahoo!新聞）
- 《人物專訪》野佬主音小胡夫婦 自家製班尼迪蛋 「煮飯感覺好幸福」（飲食男女）
- 小胡@野佬新婚三個月想向其他女仔投懷送抱！？（雷霆881《1圈圈》）
- 野佬今年以動漫為題 何兆基首開金口唱歌？（叱咤樂壇）
- 【01眾樂迷】野佬、小花尖東敗陣「對你愛Busking」Judas隆重登場（香港01）

### 2019
- 窺探男生的真實想法：由野仔到野佬，原來男生是這樣想的（GIRLSECRET)
- 【不能只有我聽到2019．音樂選擇】YELLOW！野佬《相聚一刻》（閱評流）
- Yellow! 野佬 x Aka 趙慧珊 "Two Good to Be True" #01當AKA 遇上五個大丈夫（1563 at the East）
- 野佬貪Aka腳長（長青網）
- 動漫三部曲告終 野佬搵靈感轉玩交友APP！？（叱咤樂壇）
- DazMe！第五集（DazMe! Siuwu） - 什麼程度的熱愛才能堅持20年？（Carlig Hong Kong）

### 2020
- 【GiveYou5】野佬「睇中」謝安琪？仲自爆背住老婆會做啲咩！（雷霆881《1圈圈》）
- 搬出嚟關係好咗！小胡＠野佬幫家人買廁紙（東網）
- 野佬鼓勵與家人多作溝通（明報）
- 何兆基2周前移民加拿大　野佬「解散」（東網）
- 成員Chris移民加國 野佬面臨「解散」（明報）
- 【年底演唱會延期】何兆基移民加國 野佬宣布「解散」（明報）
- 出名玩味重MV扮鬼扮馬　野佬爆成員個個都鍾意演戲（星島日報）

- 【玩味重】作品帶情色成分 樂隊野佬：又不是唱鹹濕歌（明報）

### 2021
- 【情人節幻想劇場．最終話】YELLOW!野佬：《喜歡上一個人》的感覺 是怎樣的？（閱評流）
- Yellow！野佬　「一個人」 的4個階段（Metropop）
- Yellow！野佬專訪｜自資麥花臣開演唱會 由野仔到野佬打工養band：我哋仲喺度（娛壹 ）
- 男人喜歡「上」一個人分4個stage！ 野佬最鍾意邊個階段？（叱咤樂壇）
- Yellow!野佬新歌名超長為咗呃人聽？（雷霆881《1圈圈》）
- 野佬的浪漫freestyle｜《傾樂先發覺》（MPWeekly明周）
- 【 People / ♯ Music Edition - Yellow! 野佬 】散聚・玩味・再相見（電笠 ）
- 野佬新模式錄新歌！送何兆基「一封信」（叱咤樂壇）
- 野佬開騷︱結他手Wilson求婚成功：阿媽我得咗啦！（東網）
- 野佬開騷孖移加何兆基隔空合體 Wilson向DJ女友求婚成功（星島日報）
- 野佬開騷少爺占現身掀高潮 結他手Wilson向DJ女友求婚成功（明報）
- 野佬開騷 主音小胡拗腰扮AK 結他手Wilson向女友求婚成功（明報）
- 野佬結他手 抱得美人歸（東網）
- Yellow！野佬開騷 結他手Wilson向港台DJ女友崔潔彤求婚成功 高呼：阿媽我得咗啦！（娛壹）
- 樂隊Yellow野佬五缺一下開騷（TVB USA Official）
- 野佬開騷以大氣球代表移民隊友Chris （i-Cable News）
- Yellow! 野佬 X 火火 X 退伍華籍英兵 細數浪漫友情歲月 | 麻甩損友並肩作戰 20年友情繼續Friend過打Band！【爆谷髦聞 Poppy Moment - 男人老狗，友情天長地久 】（Now 爆谷台）

### 2022
- 成軍10年Yellow! 野佬找到麗英 一起《有誰露營》（Anthology）
- 露營主題曲 ｜Yellow野佬 feat 麗英《有誰露營》｜唱出Chill級Camping Feel（HKCAMP）
- 論盡專訪 YELLOW! 野佬 《抗氧化組合》 （論盡音樂）
- 野佬 YELLOW！｜關於「散聚」的一句話｜ELLE TALK（ELLE Hong Kong）
- Yellow! 野佬愛露營愛到出主題歌 邊個癲到band房起營？（叱咤樂壇）
- 【60秒鐘音樂雜誌．歌手專訪 · 357話】真·抗氧化專家——Yellow! 野佬（閱評流）
- 是Yellow！也是Mellow！ 野佬十年，繼續成為〈抗氧化組合〉（18/22）
- 成軍十年11月開戶外演唱會　YELLOW! 野佬：抱住最後一次心情去搞（香港01）
- 小胡首支單飛作品，將於 #埋班 中誕生 （埋班作樂）
- 小胡 @ Yellow! 野佬 [演唱單位] |《埋班作樂》音樂創作及製作人才培育計劃（埋班作樂）
- 絕少出演自己MV因外表「問題」？ Yellow! 野佬：留返畀啲靚仔靚女！（雷霆881《1圈圈》
- YELLOW! 野佬戶外演唱會突宣布取消　主辦方︰技術原因（香港01）
- 樂隊「YELLOW!野佬」演唱會被取消 結他手Wilson：我們盡力了，努力找場地完成這約定（AM730）
- 騷後將休團劃上完滿「逗號」  Yellow! 野佬：唱Live要抽離唔准喊！（叱咤樂壇）

### 2023
- 9up音樂專訪 EP 97 Yellow! 野佬 音樂會《拾回》（9upMusic）
- 野佬十周年演唱會 與KOLOR 同台Jam歌 仲有麗英自爆情史（一線娛樂）
- Fans必睇！最強演唱會攝影教學！｜高手過招 Good Show是這樣煉成的！︱野佬10周年演唱會 X 麗英、乙女新夢、Kolor 驚喜登場（Ticket 張飛）
- 樂隊Yellow！剛完成了周年演唱會，會否感覺不夠要再來一次？（KS Media HK）
- DiSCOVER. Replay | Yellow! 野佬 | 抗氧化組合 | 由五人到三人 , 三子點樣繼續走落去？（CoverDog）

### 2024
- 小胡埋班感想分享（《埋班作樂》）
- 吹水了得　促成與Yellow! 野佬合作新歌（Sony Music）
- 吹水了得　促成與Yellow! 野佬合作新歌（東周刊）
- 陳柏宇後台吹水順勢邀歌  孖Yellow! 野佬一齊放鬆吓（叱咤樂壇）
- 晚吹–音樂系｜野佬阿銘爆陳柏宇電話群組9成時間「潛水」 小胡被追問：點解要抄古天樂首歌？（Yahoo!新聞）

### 2025
- 終於開騷派新歌｜Yellow! 野佬 愈佬愈珍惜演出（And Then）

樂隊Yellow! 野佬︱下月音樂會搞專場⾸播新歌 ︱佛系夾band︱我哋唔係中年好聲音，而係中年嘅聲音，所以歌曲主題用返自己年紀出發以我哋視覺，去講呢個世界（娛壹 ）
- 樂隊Yellow! 野佬自從成員何兆基和陳永康離港赴加，久久未有露面開SHOW（餓底TV）

## 外部連結
- 野佬YELLOW! Facebook Fan Page （页面存档备份，存于）
- 野佬YELLOW! Instagram （页面存档备份，存于）
- Siu Wu@野佬YELLOW! Instagram （页面存档备份，存于）
- Wilson@野佬YELLOW! Instagram （页面存档备份，存于）
- Chris@野佬YELLOW! Instagram （页面存档备份，存于）
- Ming@野佬YELLOW! Instagram （页面存档备份，存于）
- Hong@野佬YELLOW! Instagram （页面存档备份，存于）
- 野佬國際開明會 YELLOW! INTERNATIONAL Youtube Channel （页面存档备份，存于）
- Yellow! 野佬 舊Youtube Channel （页面存档备份，存于）

- The BIG Van Youtube Channel （页面存档备份，存于）
- The BIG Van Facebook Fan Page
- The BIG Van Facebook Instagram
- DRUM 蘇佬 Facebook Fan Page
- Drum So Lo  Youtube Channel